# Maerua schinzii
Maerua schinzii är en kaprisväxtart som beskrevs av Ferdinand Albin Pax. Maerua schinzii ingår i släktet Maerua och familjen kaprisväxter. Inga underarter finns listade i Catalogue of Life.